# Trimeresurus strigatus
Pour les articles homonymes, voir Atropos (homonymie).
Espèce
Synonymes
- Atropos darwini Duméril & Bibron, 1854
- Trigonocephalus neelgherriensis Jerdon, 1854

Statut de conservation UICN

 LC  : Préoccupation mineure
Trimeresurus strigatus est une espèce de serpents de la famille des Viperidae.

## Répartition
Cette espèce est endémique d'Inde.

## Description
C'est un serpent venimeux.

## Publication originale
- Gray, 1842 : Synopsis of the species of Rattle snakes, or Family of Crotalidae. The Zoological Miscellany, vol. 2, p. 47-51 (texte intégral).